# Oscar Wilde
Oscar Fingal O'Flahertie Wills Wilde (Dublín, entonces perteneciente al Reino Unido, 16 de octubre de 1854-París, 30 de noviembre de 1900), conocido como Oscar Wilde, fue un escritor, poeta y dramaturgo británico de origen irlandés.
Wilde es considerado uno de los dramaturgos más destacados del Londres victoriano tardío. Fue una celebridad de la época debido a su aguzado ingenio. Es recordado por sus epigramas, sus cuentos, obras de teatro, su única novela, El retrato de Dorian Gray, y la tragedia de su encarcelamiento, seguida de una muerte prematura.
Como un portavoz del esteticismo, se dedicó a varias actividades literarias. Publicó un libro de poemas, dio conferencias en Estados Unidos y Canadá sobre el renacimiento inglés y regresó a Londres, donde ejerció como un prolífico periodista. Conocido por su ingenio mordaz, su vestir extravagante y su brillante conversación, Wilde se convirtió en una de las mayores personalidades de su tiempo. Exploró mucho el catolicismo, religión a la que se convirtió en su lecho de muerte.
En la década de 1890 refinó sus ideas sobre la supremacía del arte en una serie de diálogos y ensayos, e incorporó temas de decadencia, duplicidad y belleza en su novela El retrato de Dorian Gray. La oportunidad para desarrollar con precisión detalles estéticos y combinarlos con temas sociales le indujo a redactar teatro. En París escribió Salomé, en francés, pero su representación fue prohibida porque incluía personajes bíblicos. Imperturbable, escribió cuatro «comedias divertidas para gente seria» a principios de la década de 1890, se convirtió en uno de los más exitosos dramaturgos del Londres victoriano tardío.
En el apogeo de su fama y éxito, mientras su obra maestra, La importancia de llamarse Ernesto, seguía representándose en el escenario, Wilde demandó al padre de su amigo y amante Alfred Douglas por difamación al haber sido acusado de homosexualidad. Después de una serie de juicios, y por las pruebas presentadas, Wilde fue declarado culpable de indecencia grave y encarcelado dos años, obligado a realizar trabajos forzados. En prisión, escribió De Profundis, una larga carta que describe el viaje espiritual que experimentó tras sus juicios, un contrapunto a su anterior filosofía hedonista. Tras su liberación partió de inmediato a Francia, donde escribió su última obra, La balada de la cárcel de Reading, un poema en conmemoración a los duros ritmos de la vida carcelaria. Murió de meningitis en París, a los 46 años, en la indigencia.

Escribí cuando no conocía la vida. Ahora que entiendo su significado, ya no tengo que escribir. La vida no puede escribirse; solo puede vivirse.
Oscar Wilde

## Vida

### Familia
Oscar Wilde fue el segundo de los tres hijos de dos destacados miembros de la sociedad angloirlandesa de Dublín. Esto sería esencial en su carrera y obra, como señaló un escritor contemporáneo suyo:

No debe olvidarse que, a pesar de que por cultura Wilde era un ciudadano de todas las capitales civilizadas, de raíz era un irlandés muy irlandés y, como tal, un extranjero en todas partes menos en Irlanda.
George Bernard Shaw

Su padre, sir William Wilde, era el más importante cirujano especialista en otología y oftalmología de Irlanda, notable arqueólogo y estadístico.
La madre de Oscar, Jane Frances Agnes Elgee, era poetisa. Escribía para los revolucionarios jóvenes irlandeses y era conocida partidaria del nacionalismo irlandés. Escribió con el seudónimo de Speranza («Esperanza» en italiano).
Su hermano mayor, Willie Wilde (1852-1899), sería un destacado periodista para Punch y Vanity Fair, además de editorialista para The Daily Telegraph. Su hermana menor, Isola Francesca (1857-1867), murió de meningitis a los 9 años. Wilde le dedicaría su poema «Requiescat» (1875) publicado en su primera antología, Poems (1881).

### Estudios
Fue educado en casa hasta los 9 años, demostró una inteligencia notable y una particular facilidad para el francés y el alemán. A los 10 años (1864) ingresó en la Portora Royal School de Enniskillen (Irlanda) donde estudió hasta los 17 (1871). Durante su estancia allí murió su hermana Isola.
El 19 de octubre de 1871, ingresó en el Trinity College (Dublín), donde estudió a los clásicos durante tres años.

Sus habitaciones en Trinity daban al norte de una de las plazas más viejas de Dublín, conocida con el nombre de Botany Bay. Estas habitaciones eran excesivamente lúgubres y mal cuidadas. [...] Su vida en Trinity fue esencialmente de estudio; además de prepararse para los exámenes de humanidades, devoraba ávidamente lo mejor de la literatura inglesa. Era admirador entusiasta de Swinburne, cuyos poemas leía constantemente. Las obras sobre los autores griegos de John Addington Symonds tampoco se le caían de las manos. Mientras estuvo en Trinity jamás se le oyó opinar sobre cuestiones sociales, religiosas o políticas; las letras absorbían por completo su actividad. Cuando Oscar vino a Trinity, fue un alumno excelente durante el primer año; el número uno en clásicos; pero no quedó igualmente bien en los exámenes minuciosos del segundo año para la beca de clásicos, obteniendo solamente el quinto puesto, lo que ya pudo ser considerado como un verdadero triunfo, pues, aunque de primera en una prueba corta, no cabía duda de que no estaba hecho para la lucha sostenida.

Fue allí donde estudió junto a R. Y. Tyrell, Arthur Palmer y Edward Dowden. Y donde conoció al que sería su tutor, J. P. Mahaffy, quien inspiró su interés por la literatura griega. Trabajó con él en La vida social en Grecia, y tres años más tarde, gracias a su trabajo sobre los poetas griegos, ganó la medalla de oro Berkeley: el mayor premio para los estudiantes de clásicos de ese colegio.
Gracias a una beca de 95 £ anuales, el 17 de octubre de 1874 ingresó en el Magdalen College, de Oxford, donde continuó sus estudios hasta 1878. Aquí se licenció con los reconocimientos más altos en estudios clásicos, tanto para los llamados Mods, considerados tradicionalmente los exámenes más difíciles del mundo, como en los Greats (Literae Humaniores). Guiado por dos de sus tutores, Walter Pater y John Ruskin, se dio a conocer por su implicación en la creciente filosofía del esteticismo.
Así como había tenido más éxito en Trinity que en Portora, Wilde estaba destinado a tenerlo mucho mayor en Oxford que en Dublín. Había tenido la ventaja de ir a Oxford un poco más tarde de lo habitual, a los veinte años en vez de a los dieciocho. Fue colocado en la primera clase de Moderations (Mods) en 1876. Durante su estancia en este colegio falleció su padre, el 19 de abril de 1876. Su poema «Ravenna» le permitió adjudicarse el «Oxford Newdigate Prize» en junio de 1878. Finalmente, en noviembre de 1878 obtuvo el título de Bachelor of Arts, graduándose con la mayor nota posible. Wilde permaneció en Oxford desde finales de 1874 hasta el verano de 1878, período en el que logró convertirse en una personalidad conocida dentro del ámbito universitario.
Tiempo después habló de Mahaffy como su «primer y mejor profesor», aparte de declarar que le enseñó «cómo amar las cosas griegas». Por su parte, Mahaffy se jactó de haber creado la personalidad que tuvo Wilde; tiempo después, le llamó «la única mancha de mi tutela».
Tras su paso por la universidad, se trasladó a Londres, donde alternó en los círculos culturales y sociales de moda.

### Debut en la sociedad
En el Trinity College publicó sus poemas en revistas, especialmente en Kottabos y en la Dublin University Magazine. A mediados de 1881, a los 27 años, reunió, revisó y expandió sus trabajos poéticos en su primer libro: Poemas. En términos generales, el libro fue bien recibido, y en su primera impresión vendió 750 copias, tras lo cual se publicaron mayores impresiones en 1882. «Oscar había puesto enormes esperanzas en este libro. Hasta el final mismo de su vida se creyó un poeta; las esperanzas que Oscar depositaba en su libro eran extravagantes, pues no solo esperaba hacerse una gran reputación con él, sino ganar de añadidura mucho dinero». El libro tuvo un éxito extraordinario: se vendieron cuatro ediciones en unas cuantas semanas.

Reina Henrietta Maria
En la tienda solitaria, aguardando la victoria
está ella en pie, empañados los ojos por la bruma del dolor,
semejante a un pálido lirio empapado por la lluvia:
el resonar clamoroso de las armas, el cielo ensangrentado,
el estrago de la guerra y los destrozos de la caballería
a su alma orgullosa no pueden traer vulgar temor alguno:
valientemente se demora, aguardando a su Señor el Rey
inflamada el alma de apasionado éxtasis.
¡Oh cabellos de oro! ¡Oh labios purpurinos! ¡Oh rostro
hecho para la seducción y el amor del hombre!
Contigo olvido el esfuerzo y la violencia
el camino sin amor que no conoce lugar de descanso,
el pulso contraído del tiempo, el tremendo cansancio del alma
mi libertad y mi vida republicana.

### Matrimonio

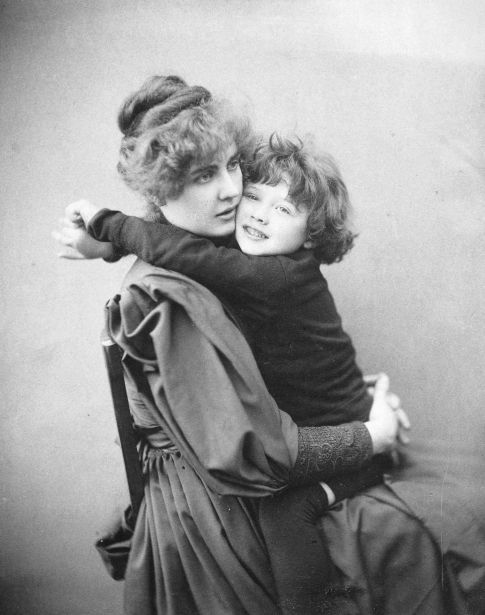
Constance Lloyd, esposa de Wilde, y Cyril, su hijo.

Después de graduarse en el Magdalen College, Oscar Wilde regresó a Dublín, donde conoció y se enamoró de Florence Balcombe. Ella, por su parte, inició una relación con Bram Stoker, con quien se casó en 1878. Percatándose del enlace, Wilde le anunció su intención de abandonar Irlanda de forma permanente. Finalmente, salió del país en 1878 y solo regresaría en dos ocasiones y por motivos de trabajo. Los siguientes seis años los pasó en Londres, París y en los Estados Unidos, a donde viajó para impartir conferencias.
En Londres conoció a Constance Lloyd, hija de Horace Lloyd, consejero de la reina. Durante una visita de Constance a Dublín, en la que ambos coincidieron (Oscar daba una conferencia en el Teatro Gaiety), Wilde aprovechó la ocasión para pedirle matrimonio. Finalmente, se casaron el 29 de mayo de 1884 en Paddington, Londres. Las 250 libras de dote de Constance permitieron que la pareja viviera en un lujo relativo. Tuvieron dos hijos: Cyril, que nació en junio de 1885, y Vyvyan, nacido en noviembre de 1886. Se separaron a consecuencia del escándalo por el proceso de Wilde. Tras el encarcelamiento de Wilde, Constance cambió su apellido y el de sus hijos a Holland para desvincularse del escándalo, aunque nunca se divorció de Wilde, quien también fue obligado a renunciar a la patria potestad de sus hijos.

### Esteticismo

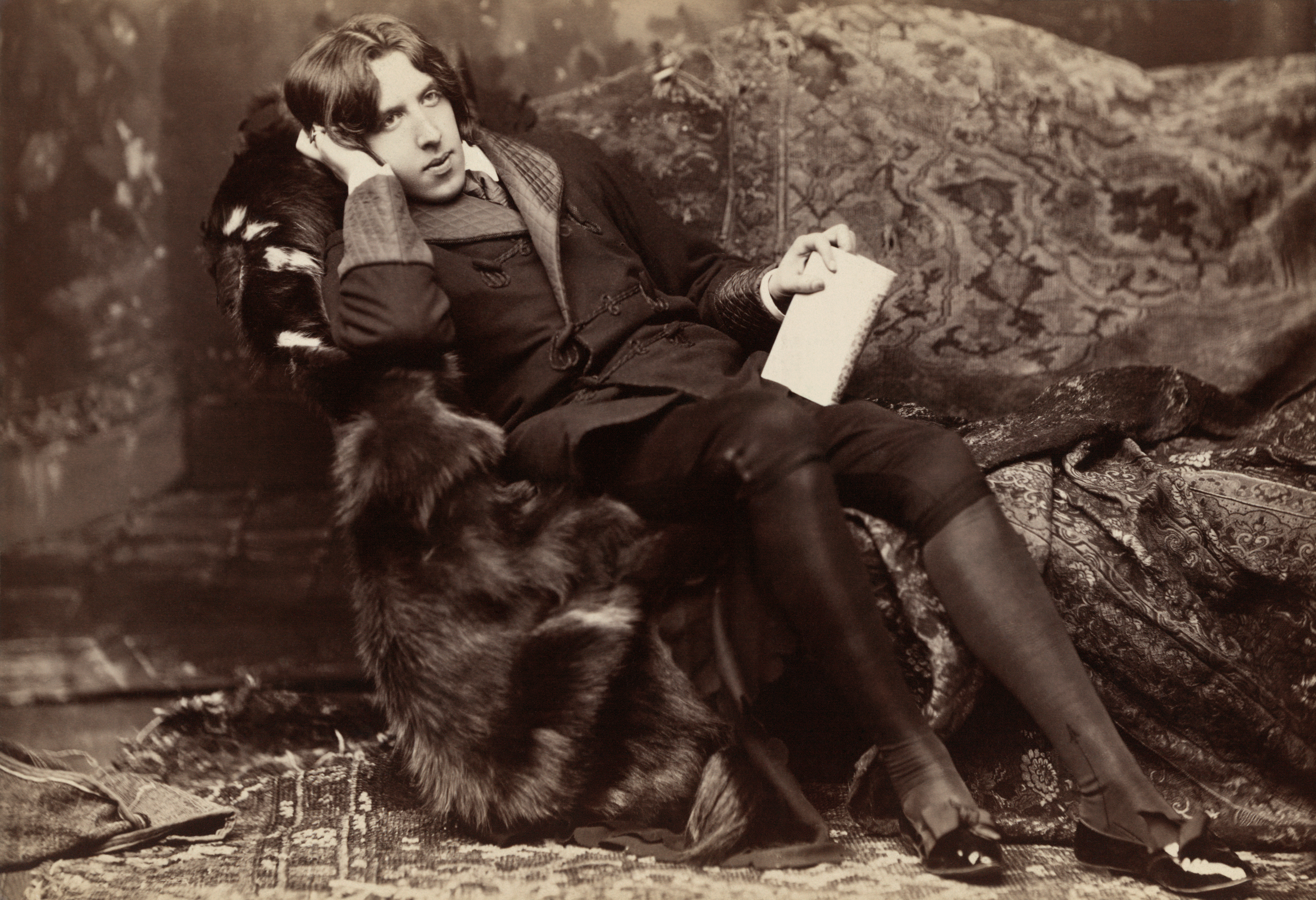
Oscar Wilde reclinado con su libro Poemas; retrato de Napoleon Sarony, en Nueva York (1882).

Wilde recibió una profunda influencia de los escritores John Ruskin y Walter Pater, que defendían la importancia central del arte en la vida. El propio Wilde reflexionó sobre este punto de vista cuando en El retrato de Dorian Gray escribió que «Todo arte es más bien inútil» («All art is quite useless»). De hecho, esta cita refleja el apoyo de Wilde al principio básico del movimiento estético: el arte por el arte. Esta doctrina fue acuñada por el filósofo Victor Cousin, promovida por Théophile Gautier y adquirió prominencia con James McNeill Whistler.
El movimiento estético o esteticismo, representado entre otros por Walter Pater, William Morris, Dante Gabriel Rossetti y Stéphane Mallarmé, tuvo una influencia permanente en las artes decorativas inglesas. Wilde, uno de sus principales representantes en Gran Bretaña, llegó a ser una de las personalidades más prominentes de su época. Aunque sus iguales en ocasiones lo tildaban de ridículo, sus paradojas y sus dichos ingeniosos y agudos eran citados por todas partes.
Ya desde su período en el Magdalen College, Wilde adquirió renombre especialmente por el papel que desempeñó en los movimientos estético y decadente. Comenzó a llevar el pelo largo y a desdeñar abiertamente los deportes llamados «masculinos». Asimismo, comenzó a decorar sus cuartos en el College con plumas de pavo real, lilas, girasoles, porcelana erótica y otros objetos de arte. Su comportamiento excéntrico frente a la norma masculina le costó que lo zambulleran en el río Cherwell además de que le destrozaran sus cuartos (que todavía sobreviven como salas de alojamiento de estudiantes en el College). Sin embargo, este culto se propagó entre ciertos segmentos de la sociedad, hasta el punto de que las actitudes lánguidas, las vestimentas exageradas y el esteticismo en general se convirtieron en una pose reconocida.

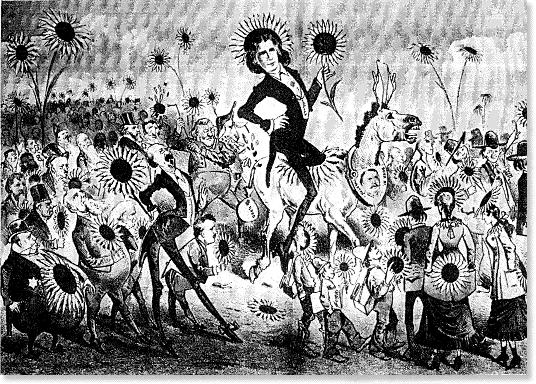
Una caricatura de The Wasp, que representa a Wilde durante su visita a San Francisco, en 1882.

El esteticismo en general fue caricaturizado en la opereta Patience (1881), de Gilbert y Sullivan. Patience tuvo tal éxito en Nueva York que al empresario Richard D'Oyly Carte se le ocurrió la idea de enviar a Wilde a los Estados Unidos a dar un ciclo de conferencias. La gira se organizó cuidadosamente, y Wilde llegó en enero de 1882. La primera conferencia que pronunció, The English Renaissance (El renacimiento inglés), fue el 9 de enero de 1882, en el Chickering Hall, de Nueva York. The Nation publicó una reseña imparcial y sagaz de dicha primera conferencia, en la que se lee: «Mr. Wilde es, esencialmente, un producto extranjero y difícilmente podrá tener éxito en este país. Lo que tiene que decir no es nada nuevo, ni es su extravagancia lo bastante extravagante para divertir al público norteamericano habitual. Sus pantalones cortos y su larga melena no están mal en sí mismos; pero, realmente, Bunthorne ha echado a perder el público para Wilde». La gira se realizó también en Filadelfia, Boston y otras ciudades del este y oeste de los Estados Unidos, hasta extenderse a Canadá.
Wilde afirmó tiempo después que había dicho en la aduana: «No tengo nada que declarar sino mi genio» («I have nothing to declare except my genius»), aunque no existen más pruebas de la época (aparte de su propia afirmación) de que dicha declaración se produjese. D'Oyly Carte se sirvió de esta gira de conferencias de Wilde para preparar la gira de Patience por los Estados Unidos, y se aseguró de que el público que comprara las entradas estuviera al tanto de la personalidad de este personaje británico. De regreso en Gran Bretaña, trabajó como revisor para la Pall Mall Gazette de 1887 a 1889. Después de este período, se convirtió en el editor de Woman's World (Mundo femenino).
En el plano político, Wilde apoyaba un tipo de socialismo libertario y anarquismo filosófico, y expuso sus ideas en el texto El alma del hombre bajo el socialismo.

A veces la gente se pregunta bajo qué tipo de gobierno viviría mejor el artista, y solo hay una respuesta: en ninguno.
Oscar Wilde

### Envuelto en un escándalo

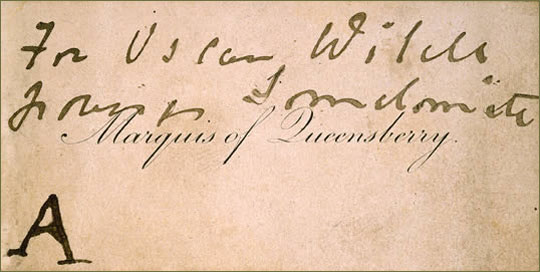
La nota que le dejó el marqués de Queensberry a Oscar Wilde.

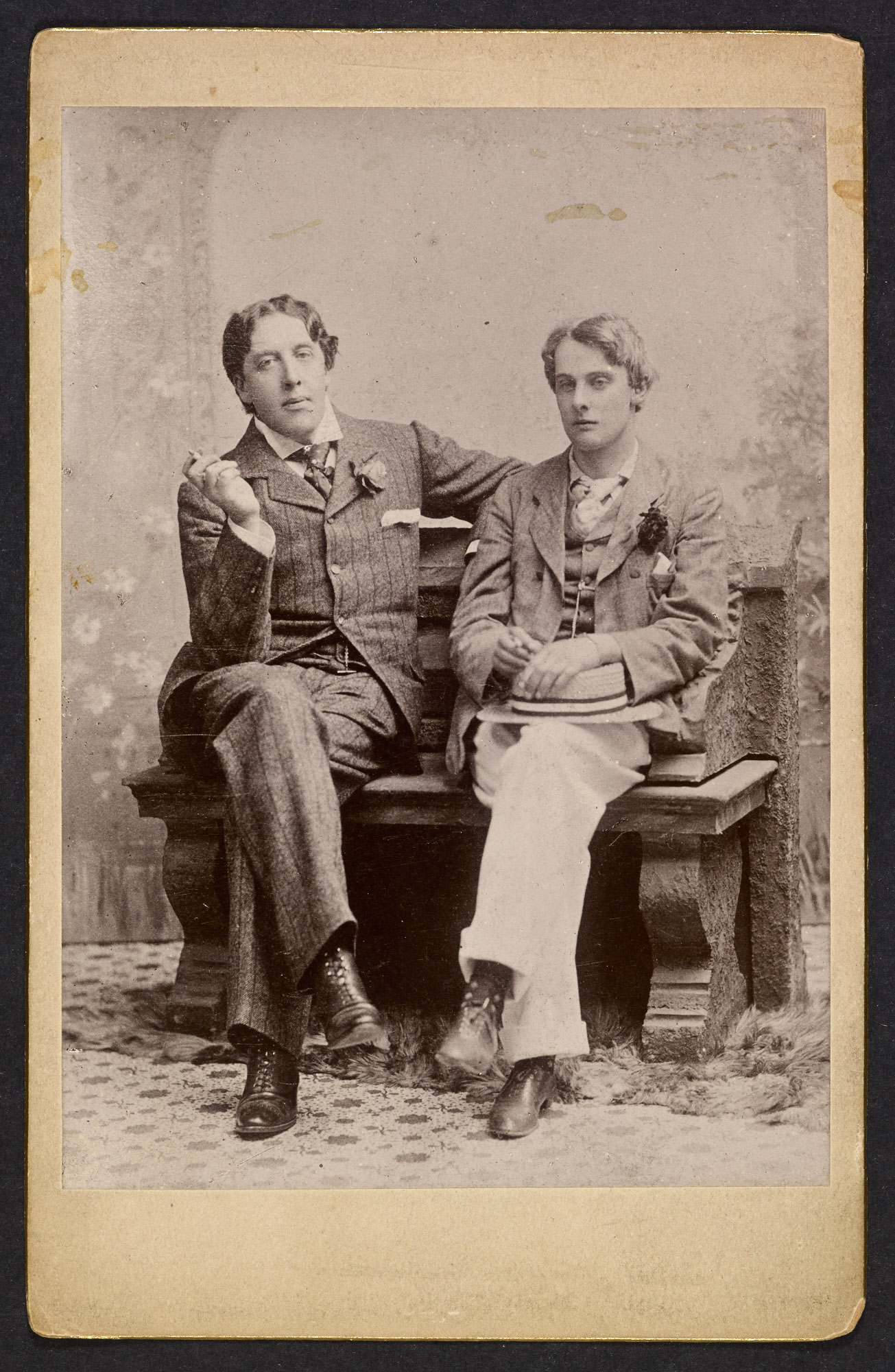
Oscar Wilde y lord Alfred Douglas.

En 1895, y cuando se encontraba en la cima de su carrera, el poeta escandalizó a la clase media británica del momento.Oscar Wilde era amigo de lord Alfred Douglas, y el padre de este sospechaba que ambos tenían un romance. Por ello, decidió enviarle una carta:

For Oscar Wilde posing Somdomite [sic] («para Oscar Wilde, aquel que presume de sodomita»).
John Sholto Douglas, noveno marqués de Queensberry.

Wilde, animado por el hijo del denunciante, le denunció a su vez por calumnias y esgrimió la amoralidad del arte como defensa.

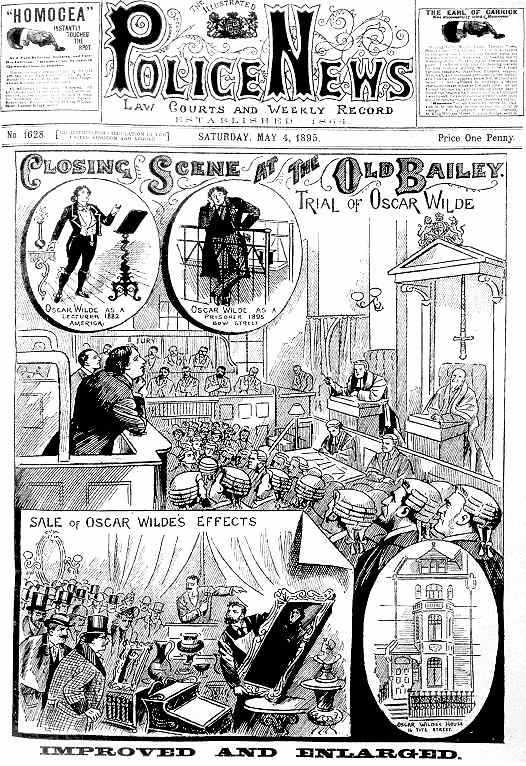
Proceso de Oscar Wilde
(The Illustrated Police News, 1895).

Finalmente, el noveno marqués de Queensberry quedó libre y Wilde se enfrentó a un segundo juicio en mayo de 1895, en el que se le acusó «de sodomía y de grave indecencia», y por el que fue condenado a dos años de trabajos forzados. Esta sentencia —que buscaba ser ejemplarizadora— tuvo mucha repercusión y propició un recrudecimiento de la intolerancia sexual no solo en Gran Bretaña, sino también en Europa. Muchos artistas homosexuales sufrieron represalias y algunos (como en Alemania el pintor alemán Paul Höcker y otros más) debieron emigrar fuera de su país.
Durante su estancia en la cárcel, Wilde escribió la extensa carta dirigida a lord Alfred Douglas que lleva por título De profundis (1897) y el poema La balada de la cárcel de Reading. En su carta, Wilde acusó a Douglas por haberlo distraído de su arte. Douglas era una «destrucción» para Wilde que no estimulaba el intelecto. Aunque la carta detalla el afecto que Wilde le tenía a Douglas, no hace referencia a una relación sexual.Desengañado con la sociedad inglesa y arruinado material y espiritualmente, abandonó definitivamente la prisión en mayo de 1897.
Retomó la amistad con Douglas y se reunieron en agosto de 1897 en Ruan. Por supuesto, la reunión fue desaprobada por los familiares y amigos de ambos. Además, la mujer de Wilde, Constance, rehusó volver a encontrarse con él y le prohibió ver a sus hijos, aunque le siguió mandando dinero y nunca se divorciaron. Robert Sherard contó en su libro cómo trabajó para la primera reconciliación de Oscar con su mujer, y cómo inmediatamente recibió una carta de lord Alfred Douglas donde lo amenazaba con matarle como a un perro si, por su culpa, llegaba a perder la amistad de Wilde. Wilde y Douglas vivieron juntos unos meses al final de 1897, cerca de Nápoles, hasta que la amenaza de sus respectivas familias de cortarles los fondos terminó por separarles. Wilde pasó el resto de su vida en París, en donde vivió bajo el nombre falso de Sebastián Melmoth. Allí y de la mano de un sacerdote irlandés de la iglesia de San José, se habría convertido al catolicismo, fe en la que supuestamente murió.

### Después de la muerte
Pues aquel que vive más de una vida, más de una muerte tiene también que morir.
Oscar Wilde

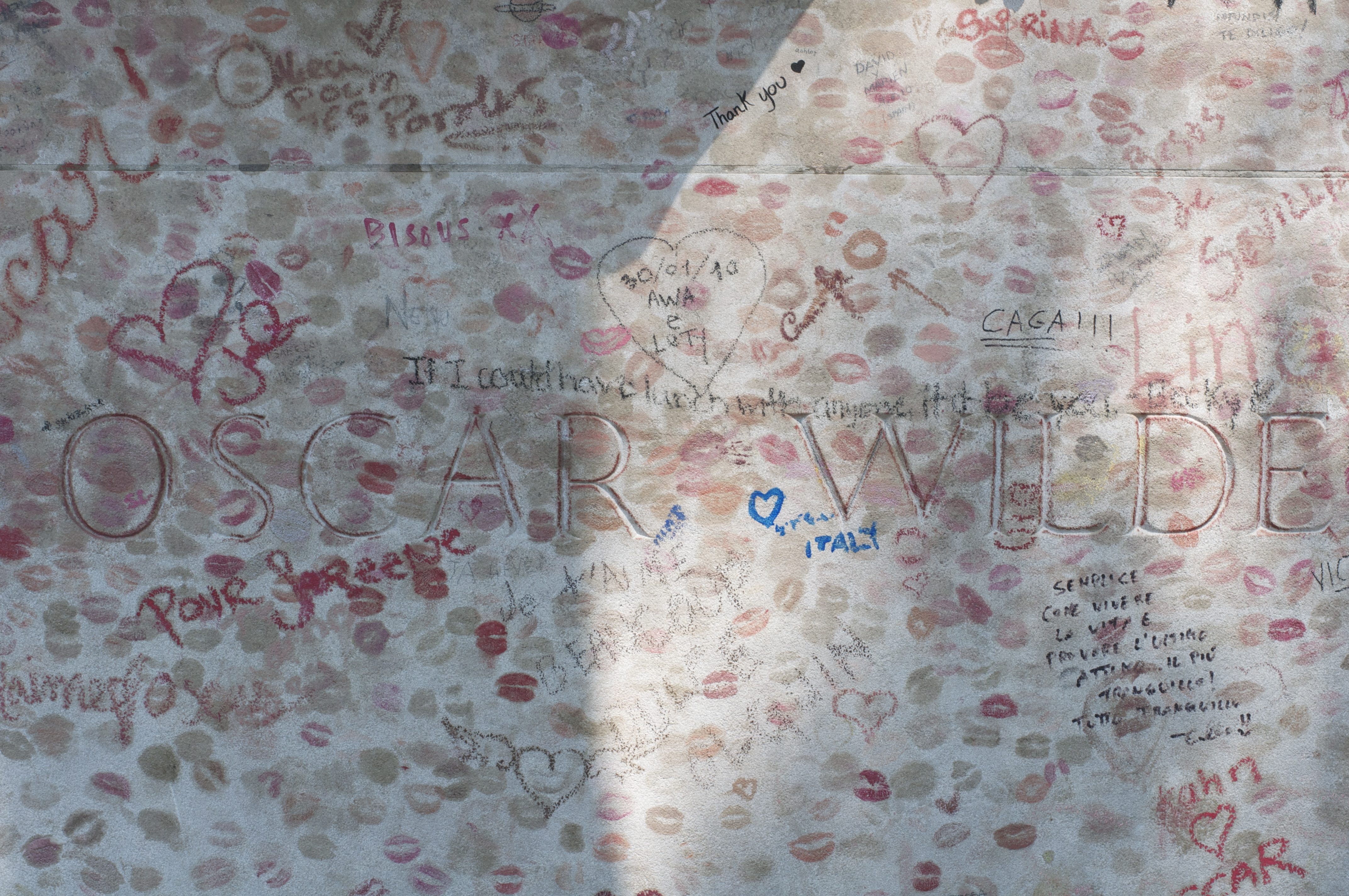
Detalle de la tumba de Oscar Wilde.

Su hijo mayor Cyril murió en mayo de 1915, en plena Primera Guerra Mundial y como miembro de las fuerzas británicas que lucharon en Francia. Su segundo hijo, Vyvyan, continuó los pasos de su padre y se dedicó a la escritura y la traducción. Llegó a publicar sus memorias en 1954 y el hijo de este, Merlin Holland, ha editado y publicado varios trabajos sobre su abuelo Oscar Wilde.
En 1950, cincuenta años después de morir, se añadieron las cenizas de su amigo Robert Baldwin Ross a su tumba, en el cementerio del Père-Lachaise. Este crítico de arte aseguraba haber sido el primer amante masculino de Oscar Wilde.

### Cronología
| Año  | Cronología |
| ---- | --- |
| 1854 | Nace en Dublín el 16 de octubre. Su padre, William Wilde, de origen neerlandés, fue un notable doctor, especialista en ojos y oídos. Su madre, lady Wilde (Jane Francesca Elgee, de nacimiento), irlandesa y luchadora nacionalista, colaboró bajo el seudónimo de Esperanza en el periódico The Nation. Fue una reconocida poetisa de su tiempo. |
| 1865 | Ingresa al Portora Royal School, en Enniskillen. |
| 1871 | Comienza sus estudios en el Trinity College de Dublín. |
| 1874 | Es premiado con una beca para realizar sus estudios universitarios. |
| 1875 | Abandona la Universidad de Dublín para ingresar en el Magdalen College, en la Universidad de Oxford. |
| 1876 | Obtiene el primer lugar en Literatura clásica. |
| 1877 | Viaja a Italia y Grecia durante las vacaciones. |
| 1878 | Primer premio en literatura griega y latina. Gana el Newdigate Prize con su poema «Ravenna». |
| 1879 | Marcha a Londres, y establece allí su residencia. |
| 1880 | Escribe su primer drama, Vera o los nihilistas. |
| 1881 | Aparece la primera edición de su obra poética, Poems, publicada por David Bogue. |
| 1882 | Viaja a los Estados Unidos, como conferenciante. |
| 1883 | Regresa a Londres y va enseguida a París, donde se instala unos meses. Allí escribe La Duquesa de Padua. Al final de año viaja a Nueva York, al estreno de Vera o los nihilistas, que fracasa. |
| 1884 | Contrae matrimonio con Constance Lloyd, hija de un rico abogado de Dublín. Desde entonces, vive en su famosa casa de Tite Street, en el elegante barrio de Chelsea. |
| 1885 | Nace Cyril, su primer hijo. |
| 1886 | Nace Vyvyan, su segundo hijo. Conoce a Robert Ross. |
| 1887 | Dirige una revista femenina, The Woman's World. Publica en revistas sus primeros cuentos. |
| 1888 | Comienza un período de actividad literaria ascendente, que dura hasta el momento de la gran crisis en la vida de Wilde. Aparece The Happy Prince and Other Tales. |
| 1889 | Se publican sus primeros ensayos, y su célebre Retrato del Sr. W. H. También abandona la dirección de The Woman's World. |
| 1890 | Se publica «El retrato de Dorian Gray» por primera vez en el Lippincott's Magazine. |
| 1891 | Sale de las prensas Intentions, libro de ensayos que incluye La decadencia de la mentira y El crítico como artista. Y se publican los libros de relatos y cuentos: El crimen de Lord Arthur Savile y otros cuentos y Una casa de granadas. |
| 1892 | Estreno de Lady Windermere's Fan en el St. James's Theatre. Se comienza a ensayar Salomé, escrita en francés, en junio de este mismo año, por Sarah Bernhaerdt para ser estrenada en el Palace Theatre, de Londres. Y es entonces cuando el Lord Chamberlain niega la licencia para su representación, por figurar personajes bíblicos en la obra. |
| 1893 | Estreno de Una mujer sin importancia. |
| 1894 | Aparición de su poema La esfinge. Se publican sus Frases y Filosofías para el uso de la Juventud, en la revista Chamaleon, que fueron motivo de cargo, más tarde, durante su proceso. También sale la primera edición de Salomé, traducida el inglés por lord Alfred Douglas, e ilustrada por Aubrey Beardseley. |
| 1895 | El 3 de enero, en el Theatre Royal del Haymarket, se estrena An Ideal Husband; y en febrero del mismo año, en el St. James's Theatre, La importancia de llamarse Ernesto. En marzo, Wilde promueve un juicio contra el Marqués de Queensberry por difamación; el abogado Edward Carson somete a un riguroso interrogatorio al demandante, lo que trae como consecuencia la detención de Oscar Wilde, quien fue procesado en la corte del Old Bailey y sentenciado el 27 de mayo a dos años de trabajos forzados. |
| 1896 | Muere su madre, de la cual escribe en su famoso De Profundis dirigido a lord Alfred Douglas: «te he hablado de tu madre con cierta amargura, y te pido encarecidamente que le dejes leer esta carta, más que nada por tu bien. Si para ella será doloroso leer tal acusación contra uno de sus hijos, hazle recordar que mi madre, que actualmente está a la altura intelectual de Elizabeth Barrett Browling, e históricamente a la de Madame Roland, murió, herida en lo más hondo de su corazón, porque el hijo, de cuyo genio y arte se había enorgullecido tanto, y al cual consideró siempre como un digno sucesor de un nombre distinguido, fue condenado a trabajos forzados por dos años». Se estrena Salomé en el Theatre de L'Oeuvre en París, el 11 de febrero, por Sarah Bernhardt. |
| 1897 | Sale libre de la cárcel de Reading el 19 de mayo. Marcha a vivir en Bernaval, Francia. Dirige su primera carta al Daily Chronicle, publicada el 28 de mayo. |
| 1898 | Muere su esposa. Abandona Berneval y marcha a París, donde vive bajo el nombre de Sebastián Melmoth. Se publica por primera vez La balada de la cárcel de Reading, que escribió durante su estancia en Berneval. Envía su segunda carta al Daily Chronicle, publicada de 24 de marzo. |
| 1900 | Visita Sicilia y Roma en la primavera. En octubre es operado de una otitis aguda. El 30 de noviembre muere en París, en el Hôtel d'Alsace, núm. 13, de la Rue des Beaux Arts, a consecuencia de un ataque de meningitis. Antes de morir, y en pleno uso de sus facultades mentales, se convierte a la fe católica, recibiendo las aguas bautismales. |
| 1905 | Aparece por primera vez De Profundis, incompleto. |
| 1908 | Primera edición completa de las obras de Oscar Wilde (Methuen, Londres). |
| 1909 | El hijo de Oscar Wilde, Vyvyan Holland, publica la parte inédita de De Profundis. Se trasladan sus restos al cementerio de Pére Lachaise. |

## Obras

### Cuentos
Wilde publicó El príncipe feliz y otros cuentos en 1888, y escribió regularmente historias de hadas para las revistas. En 1891 se publicaron dos colecciones más, El crimen de Lord Arthur Savile y otras historias, y en septiembre Una casa de granadas, que fue dedicada a su esposa.El retrato del señor W.H., que Wilde había comenzado en 1887, fue publicado por primera vez en Blackwood's Magazine en julio de 1889. Es una historia corta, que relata una conversación en la que se discute la teoría que dice que los sonetos de William Shakespeare fueron escritos por el amor del poeta hacia el actor joven Willie Hughes. La única evidencia para esto son dos juegos de palabras que, se supone, están en los sonetos. El anónimo narrador es al principio escéptico, luego creyente, y finalmente galantea con el lector; concluye diciendo: «Hay realmente mucho que decir de la teoría de Willie Hughes sobre los sonetos de Shakespeare». El hecho final y la ficción se han fundido entre sí.«Tú debes creer en Willie Hughes; yo casi lo hago», le contó Wilde a un conocido.

### Ensayos
Wilde, cansado del periodismo, se ocupó de ordenar sus ideas estéticas en una serie de piezas de larga prosa que fueron publicadas en los mayores diarios literario-intelectuales del día. «La decadencia de la mentira: Un diálogo» estuvo en la Eclectic Magazine en febrero de 1889 y «Pluma, lápiz y veneno», una satírica biografía de Thomas Wainewright, fue publicada más tarde ese mismo año por su amigo Frank Harris, editor del Fortnightly Review. Dos de los cuatro escritos de Wilde sobre estética son diálogos. Siempre sobresalió por su ingenio y su narrativa; cuando escribía frases que ya había creado, éstas formaban un trabajo coherente.
Wilde estuvo preocupado por el efecto de la moralización en el arte, ya que creía en el poder redentor del desarrollo del arte: «El arte es el individualismo, y el individualismo es una fuerza perturbadora y de desintegración. Ahí está su inmenso valor. Porque lo que se busca es alterar la monotonía del tipo, la esclavitud de la indumentaria, la tiranía de la costumbre y la reducción del hombre al nivel de una máquina».

## Filmografía

### Sobre el autor
- Oscar Wilde, 1960, dir. Gregory Ratoff
- The Trials of Oscar Wilde (1960), dir. Ken Hughes
- Oscar (1985), dir. Henry Herbert (serie de televisión de tres episodios), protagonizada por Michael Gambon como Wilde
- Wilde, 1997, dir. Brian Gilbert, protagonizada por Stephen Fry como Wilde
- The Happy Prince, 2019, dir. Rupert Everett

### Basada en su obra
- El abanico de Lady Windermere (muda, 1925), dir. Ernst Lubitsch
- El fantasma de Canterville (1944), dir. Jules Dassin
- Una mujer sin importancia (1945), dir. Luis Bayón Herrera
- El retrato de Dorian Gray (1945), dir. Albert Lewin
- Historia de una mala mujer (1947), dir. Luis Saslavsky
- Un marido ideal (1947), dir. Alexander Korda
- El abanico de Lady Windermere (1949), dir. Otto Preminger
- La importancia de llamarse Ernesto (1952), dir. Anthony Asquith
- Salomé (1953), dir. William Dieterle
- El retrato de Dorian Gray (TV) (1969), dir. Ernesto Alonso
- El retrato de Dorian Gray (1970), dir. Massimo Dallamano
- Salome's Last Dance (1988), dir. Ken Russell
- Un marido ideal (1999), dir. Oliver Parker
- A Good Woman (2005), dir. Mike Barker
- La importancia de llamarse Ernesto (2005), dir. Oliver Parker
- Dorian Gray (2009), dir. Oliver Parker